# NGC 1799
NGC 1799 est une galaxie lenticulaire située dans la constellation de l'Éridan. NGC 1799 a été découverte par l'astronome américain Lewis Swift en 1887.

## Caractéristiques
Sa vitesse par rapport au fond diffus cosmologique est de 4 444 ± 45 km/s, ce qui correspond à une distance de Hubble de 65,5 ± 4,6 Mpc (∼214 millions d'al).
À ce jour, une mesure non basée sur le décalage vers le rouge (redshift) donne une distance d'environ 48,600 Mpc (∼159 millions d'al). Cette valeur est à l'extérieur des valeurs de la distance de Hubble. Notons que c'est avec la valeur moyenne des mesures indépendantes, lorsqu'elles existent, que la base de données NASA/IPAC calcule le diamètre d'une galaxie et qu'en conséquence le diamètre de NGC 1799 pourrait être d'environ 20,9 kpc (∼68 200 al) si on utilisait la distance de Hubble pour le calculer.